# Почесні громадяни Олешків
Почесний громадянин Олешків — почесне звання міста Олешів Херсонської області.

## Почесні громадяни
| Прізвище, ім'я, по батькові      | Коротко про особу | Нагороджений за                                                             |
| -------------------------------- | --- | --------------------------------------------------------------------------- |
| Тимчик Кирило Якович             | Український радянський військовий діяч, генерал-майор. Депутат Верховної Ради УРСР 4-го скликання.                                    | Визволення Олешків від німецької окупації в роки німецько-радянської війни. |
| Домніков Веніамін Митрофанович   | Український радянський військовий діяч, генерал-лейтенант.                                                                            | Визволення Олешків від німецької окупації в роки німецько-радянської війни. |
| Шаталов Анатолій Степанович      | Скульптор, автор низки пам'ятників в Олешках.                                                                                         | За заслуги перед Україною і перед Олешками.                                 |
| Вайханський Семен Семенович      | Генеральний директор Херсонського целюльозно-паперового комбінату.                                                                    |                                                                             |
| Серьогін Олександр Костянтинович | Директор Олешківської середньої школи №1.                                                                                             | За значний особистий вклад у розвиток міста, виховання молоді.              |
| Червоненко Анатолій Данилович    | Голова виконкому Цюрупинської міської ради у 1976—1986 роках.                                                                         | За вагомі заслуги у розвитку міста.                                         |
| Кравченко Вікторія Анатоліївна   | Українська легкоатлетка, Заслужений майстер спорту України. Триразова срібна призерка Літніх Паралімпійських ігор 2008 та 2012 років. | За високі досягнення у спорті, що прославили Олешки.                        |

## Джерело
- Олешківська міська рада.